# Violin (Installation)
Violin ist ein Kunstwerk des chinesischen Künstlers Ai Weiwei.

## Vorgeschichte
Ai Weiwei lebte zwischen 1981 und 1993 New York im Exil. Zunächst musste er seine künstlerische Arbeit zurückstellen, da er arbeiten musste, um seinen Lebensunterhalt in New York zu bestreiten. Dennoch bewegte er sich schon früh in der New Yorker Künstlerszene, in der Ende der 1980er vor allem der Neoexpressionismus dominant war. Weiwei schloss sich diesem an, jedoch überzeugte ihn diese Art der Kunst nicht. Vielmehr faszinierten ihn die Strömungen des Surrealismus, des Dadaismus und der Popart. In seinen frühen New Yorker Werken ist daher Bezug zu gerade diesen Strömungen, deren Vertretern wie auch zum amerikanischen Zeitgeschehen zu erkennen, in dem Ende der achtziger Jahre vor allem das Thema AIDS eine große Rolle spielt.
1988 hatte Ai Weiwei seine erste amerikanische Ausstellung One Shoe - Safe Sex, die durch den New Yorker Galeristen Ethan Cohen, der sich bereits seit 1987 auf zeitgenössische chinesische Künstler spezialisiert hatte, ermöglicht werden konnte. Mit seinen Werken Violin, Safe Sex, One Shoe und später Forever Bicycle, knüpft Ai Weiwei an die träumerisch- phantasiereiche Bildersprache der Surrealisten an, an die Serien in Andy Warhols Popart, sowie an die Ready-mades Marcel Duchamps.

## Werkbeschreibung
Ai Weiweis Violin (63 × 23 × 7 cm) von 1985 entspricht dem Körper einer Violine aus dunkelbraunem Holz mit den typischen F-Löchern und einem Kinnhalter, deren Hals jedoch durch das obere Ende eines Gartengeräts ersetzt ist. An die Stelle von Griffbrett, Sattel und Schnecke ist ein Stück Stil einer Schaufel oder eines Spaten montiert, der in einem kräftigen Griff aus Metall und Holz endet. Der Körper der Violine besteht aus einem massiven Holzblock, Saiten und Steg fehlen.

## Interpretationsansatz
Nach einer Klassifizierung von Francis M. Naumann der verschiedenen Arten der Ready-mades von Marcel Duchamp, kann Weiweis Violin in die Rubrik des Assisted Ready-mades eingeordnet werden (unterstütztes Ready-made: ein Alltagsgegenstand, der mit einem anderen Objekt kombiniert, also von diesem „unterstützt“ wird). Wie schon vor ihm Duchamp bezieht sich Weiwei mit seiner Violin auf eine Infragestellung der Autonomie der Kunst. Er untersucht die Grenze zwischen Kunst und Nichtkunst und provoziert eine freie Interpretation des Betrachters durch die Selbstbezogenheit des Gegenstandes. Die Zusammenführung zweier völlig unzusammenhängenden Gegenstände trennt die Verbindung der Funktion und Nützlichkeit der jeweiligen Gegenstände und fordert somit heraus, festgefahrene Ansichten neu zu überdenken. (Vgl. Marcel Duchamps Bicycle Wheel von 1913).
Die Erweiterung des menschlich begrenzten Erfahrungsbereichs durch Enttextualisierung der Gegenstände, Phantasie und Absurdem wurde auch von den Surrealisten propagiert. Die Dadaisten wiederum forderten in ihren Werken eine gewisse Ironie heraus, die Ai Weiwei zwar aufgreift jedoch die Wichtigkeit von politischen Themen höher stellt.
So kann in Hinblick auf Ai Weiweis Vergangenheit, die Violin als politisches Statement und Protest über das Schicksal seines Vaters bezogen werden. Dessen Bildung und Wissen wurde während der Kulturrevolution zwanghaft durch manuelle Arbeit, der Reinigung von Toiletten mit einer Schaufel in einem Arbeitercamp im Norden Chinas, geradezu verhöhnt. Folgt man dieser These ist die Violin nicht nur ein sehr persönliches Werk Ai Weiweis, sondern auch ein politischer Kommentar zur Rolle des Künstlers in der chinesischen Kulturrevolution und Maos damaligen Regierungssystem. Im Hinblick auf Idee, Herstellung und Machart kann ein Bezug zu Duchamps Ready-mades hergestellt werden, wenn es auch inhaltliche Unterschiede gibt. Laut Duchamp sollte das Ready-made keinen Bezug zum persönlichen Leben des Künstlers haben. Ai Weiwei hingegen nutzt seine Kunst als eine Art eigene Propaganda. „It interests me to try and create something with no purpose to it; but to make art also creates a purpose.“